# پرستودریایی برازنده
پرستودریایی برازنده (نام علمی: Thalasseus elegans) نام یک گونه از سرده پرستودریایی‌های کاکلی است.